# تيري دوران
تيري دوران (بالإنجليزية: Terry Doran)‏ هو مدير مواهب بريطاني، ولد في 1936.